# Desoximetason
Desoximetason (merknamen Ibaril en Topicorte) behoort tot de groep van de corticosteroïden en wordt gebruikt voor de behandeling van diverse oppervlakkige huidaandoeningen, die niet door een infectie worden veroorzaakt, welke gevoelig zijn voor corticosteroïden, maar die onvoldoende reageren op zwak werkende corticosteroïden.
Het wordt gebruikt bij terugkerende huidaandoening gepaard gaande met schilferende, droge huiduitslag (psoriasis vulgaris).
- Huidaandoening waarbij de huid en slijmvliezen zijn ontstoken gekenmerkt door jeukende kleine, zalmroze plekjes op de huid (lichen ruber)
- (goedaardige) huidaandoening waarbij de huid langzaam zijn elasticiteit verliest, waardoor de huid vast en strak aanvoelt en wit van kleur wordt (lichen sclerosus et atrophicans) zwelling van de huid, vaak in de vorm van een ringetje of kringetje, veroorzaakt door een ontsteking in het onderhuidse bindweefsel (granuloma anulare).
- Puisten en huidzweren in de handpalm en/of op de voetzolen (pustulosis palmaris et plantaris).

## Werking
Dit is een sterk werkend, klasse 3-corticosteroïde voor de onderdrukking van ontstekingsreacties van de huid, zoals onder meer bij eczeem en psoriasis, die niet door micro-organismen worden veroorzaakt (= niet-infectueus).